# Радич (Львовская область)
Радич (укр. Радич) — село в Турковской городской общине Самборского района Львовской области Украины.
Население по переписи 2001 года составляло 453 человека. Занимает площадь 1,4 км². Почтовый индекс — 82544. Телефонный код — 3269.